# Маяковское сельское поселение
Маяковское сельское поселение — упразднённое в 2013 году муниципальное образование в составе Гусевского района Калининградской области. Административный центр — посёлок Маяковское.

## География
Поселение расположено в юго-западной части района. Площадь поселения составляет 10816 га.

## История
Маяковское сельское поселение образовано 30 июня 2008 года в соответствии с законом Калининградской области № 255. В его состав вошла территория бывшего Маяковского сельского округа.

## Население
| 2002 | 2010 | 2012 | 2013 |
| ---- | ---- | ---- | ---- |
| 980  | ↘934 | ↘921 | ↗924 |

## Состав сельского поселения
В состав сельского поселения входят 6 населённых пунктов
- Жигули (посёлок) — 0[4]
- Казаково (посёлок) — 13[4]
- Костино (посёлок) — 5[4]
- Маяковское (посёлок, административный центр) — 913[4]
- Мишкино (посёлок) — 2[4]
- Пролетарское (посёлок) — 1[4]

## Социальная сфера
В Маяковском располагается средняя школа и центральная районная библиотека.

## Достопримечательности
- Евангелическая кирха (1569 года) в Маяковском.=[6].
- Мемориал на месте воинского захоронения 340 павших в 1945 году советских солдат в Маяковском.